# Potok (Ružomberok)
Potok (ungarisch Patak) ist eine Gemeinde im Okres Ružomberok innerhalb des Žilinský kraj im Norden der Slowakei mit 104 Einwohnern (Stand 31. Dezember 2024).

## Geographie

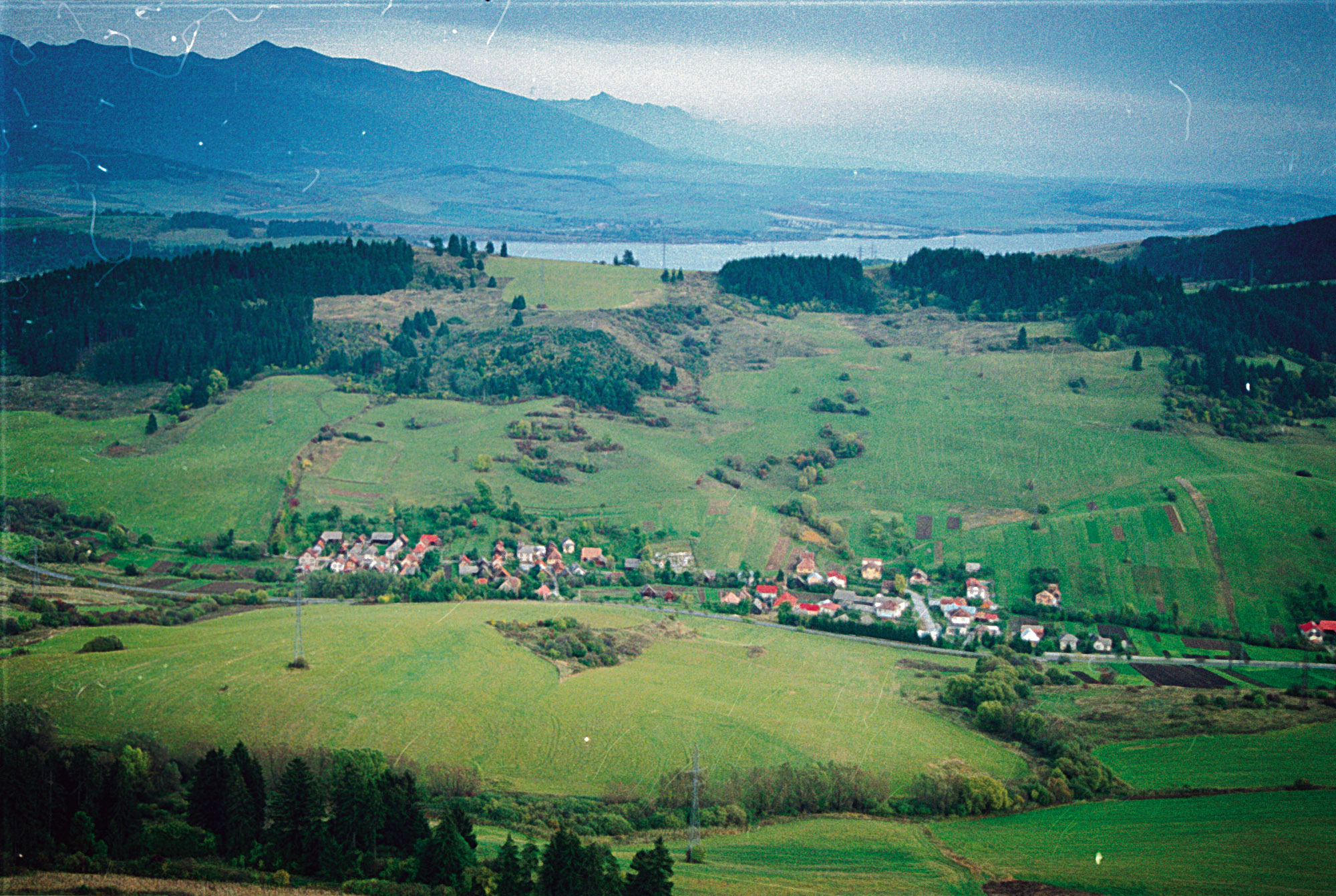
Luftbild von Potok

Die Gemeinde befindet sich im Westteil des Talkessels Liptovská kotlina, einer Untereinheit der Podtatranská kotlina am gleichnamigen Bach. Das Ortszentrum liegt auf einer Höhe von 554 m n.m. und ist 13 Kilometer von Ružomberok entfernt.

## Geschichte
Der Ort wurde zum ersten Mal 1273 im Zusammenhang mit der Burg Liptau als Medecus, dann 1286 im Rahmen eines Grundstückschenkens als Medekus Potoka schriftlich erwähnt; die Namen beziehen sich wohl auf zahlreiche Mineralquellen in der Umgebung, die aber nach und nach zum Gemeindegebiet von Bešeňová kamen. Im 13. Jahrhundert führte ein bedeutender Handelsweg von Altsohl nach Polen durch Potok. Das Dorf gehörte zu den Familien aus dem niederen Adel wie Potocky und Kubinyi. 1828 zählte man 12 Häuser und 92 Einwohner, die in Landwirtschaft beschäftigt waren.
Bis 1918 gehörte der im Komitat Liptau liegende Ort zum Königreich Ungarn und kam danach zur Tschechoslowakei beziehungsweise heute Slowakei.

## Bevölkerung
| Jahr                | 1994 | 2004    | 2014    | 2024    |
| ------------------- | ---- | ------- | ------- | ------- |
| Anzahl der Personen | 120  | 115     | 106     | 104     |
| Unterschied         |      | −4,16 % | −7,82 % | −1,88 % |

| Jahr                | 2023 | 2024 |
| ------------------- | ---- | ---- |
| Anzahl der Personen | 104  | 104  |
| Unterschied         |      | +0 % |

Nach der Volkszählung 2011 wohnten in Potok 112 Einwohner, davon 109 Slowaken und zwei Ukrainer. Ein Einwohner machte keine Angabe. 57 Einwohner bekannten sich zur evangelischen Kirche A. B., 40 Einwohner zur römisch-katholischen Kirche und zwei Einwohner zur orthodoxen Kirche. 13 Einwohner waren konfessionslos.
Ergebnisse der Volkszählung 2001 (111 Einwohner):
| Nach Ethnie: - 100 % Slowaken | Nach Konfession: - 61,26 % evangelisch - 31,53 % römisch-katholisch - 7,21 % konfessionslos |